# Kaliumdiphosphat
Kaliumdiphosphat ist eine anorganische chemische Verbindung des Kaliums aus der Gruppe der Diphosphate die normalerweise als Trihydrat vorliegt.

## Gewinnung und Darstellung
Kaliumdiphosphat kann durch Dehydration von Dikaliumhydrogenphosphat bei 350 – 400 °C gewonnen werden.
{\displaystyle \mathrm {2\ K_{2}HPO_{4}\longrightarrow K_{4}P_{2}O_{7}+H_{2}O} }
Ebenfalls möglich ist die Gewinnung durch Reaktion von Kaliumcarbonat mit Phosphorpentoxid.
{\displaystyle \mathrm {2\ K_{2}CO_{3}+P_{2}O_{5}\longrightarrow K_{4}P_{2}O_{7}+2\ CO_{2}} }

## Eigenschaften
Kaliumdiphosphat ist ein weißer hygroskopischer Feststoff, der sehr leicht löslich in Wasser ist. Das Trihydrat wandelt sich bei 180 °C zum Monohydrat und bei 330 °C in das Anhydrat um.

## Verwendung
Kaliumdiphosphat wird in Textilhilfsmitteln zur Verhütung von Härte-Niederschlägen, als Seifenzusatz, zur kathodischen Abscheidung von Zinn oder Zinn-Gold-Legierungen, zur Wasserstoffperoxid-Stabilisierung, zur Tonreinigung und bei Erdölbohrungen verwendet.